# 奧斯塔皮夫卡 (梅納區)
51°25′15″N 32°20′20″E / 51.42083°N 32.33889°E
奧斯塔皮夫卡（烏克蘭語：Остапівка），是烏克蘭北部的村莊，隸屬切爾尼希夫州的科留基夫卡區。該村始建於1650年，面積0.56平方公里，海拔高度116米，2001年人口143，人口密度每平方公里255.4人。